# Isabelle Boffey
Isabelle Boffey (* 13. April 2000 in London) ist eine britische Mittelstreckenläuferin, die sich auf den 800-Meter-Lauf spezialisiert hat.

## Sportliche Laufbahn
Erste internationale Erfahrungen sammelte Isabelle Boffey bei den 2016 erstmals ausgetragenen Jugendeuropameisterschaften in Tiflis, bei denen sie in 2:07,19 min die Goldmedaille gewann. Im Jahr darauf belegte sie bei den Commonwealth Youth Games in Nassau in 2:06,67 min den vierten Platz und 2018 schied sie bei den U20-Weltmeisterschaften in Tampere mit 2:11,49 min im Halbfinale aus. 2019 siegte sie dann bei den U20-Europameisterschaften in Borås in 2:02,92 min über 800 Meter sowie 3:33,03 min auch mit der britischen 4-mal-400-Meter-Staffel. 2020 siegte sie beim Kladno hází a Kladenské memoriály mit neuer Bestleistung von 2:01,88 min und 2021 wurde sie bei den Halleneuropameisterschaften in Toruń in 2:07,26 min Sechste. Im Juli siegte sie dann in 2:01,80 min über 800 m bei den U23-Europameisterschaften in Tallinn und belegte mit der Staffel in 3:33,06 min den fünften Platz. 2023 erreichte sie bei den Halleneuropameisterschaften in Istanbul das Halbfinale und schied dort mit 2:03,94 min aus. Im Juni siegte sie in 2:01,83 min bei Kladno hází a Kladenské memoriály und wurde kurz darauf bei der 1. Liga der Team-Europameisterschaft im Rahmen der Europaspiele in Chorzów in 2:00,39 min Zweite im A-Lauf. Im August schied sie bei den Weltmeisterschaften in Budapest mit 2:01,40 min in der ersten Runde aus. Im Jahr darauf kam sie bei den Hallenweltmeisterschaften in Glasgow mit 2:02,81 min nicht über den Vorlauf hinaus, wie auch bei den Halleneuropameisterschaften 2025 in Apeldoorn mit 2:04,28 min. 
In den Jahren 2023 und 2025 wurde Boffey britische Hallenmeisterin im 800-Meter-Lauf.

## Persönliche Bestzeiten
- 800 Meter: 1:59,30 min, 22. Juli 2023 in Madrid
  - 800 Meter (Halle): 2:00,25 min, 25. Februar 2023 in Birmingham
- 1500 Meter: 4:18,39 min, 8. Mai 2021 in Manchester